# Humber FWD

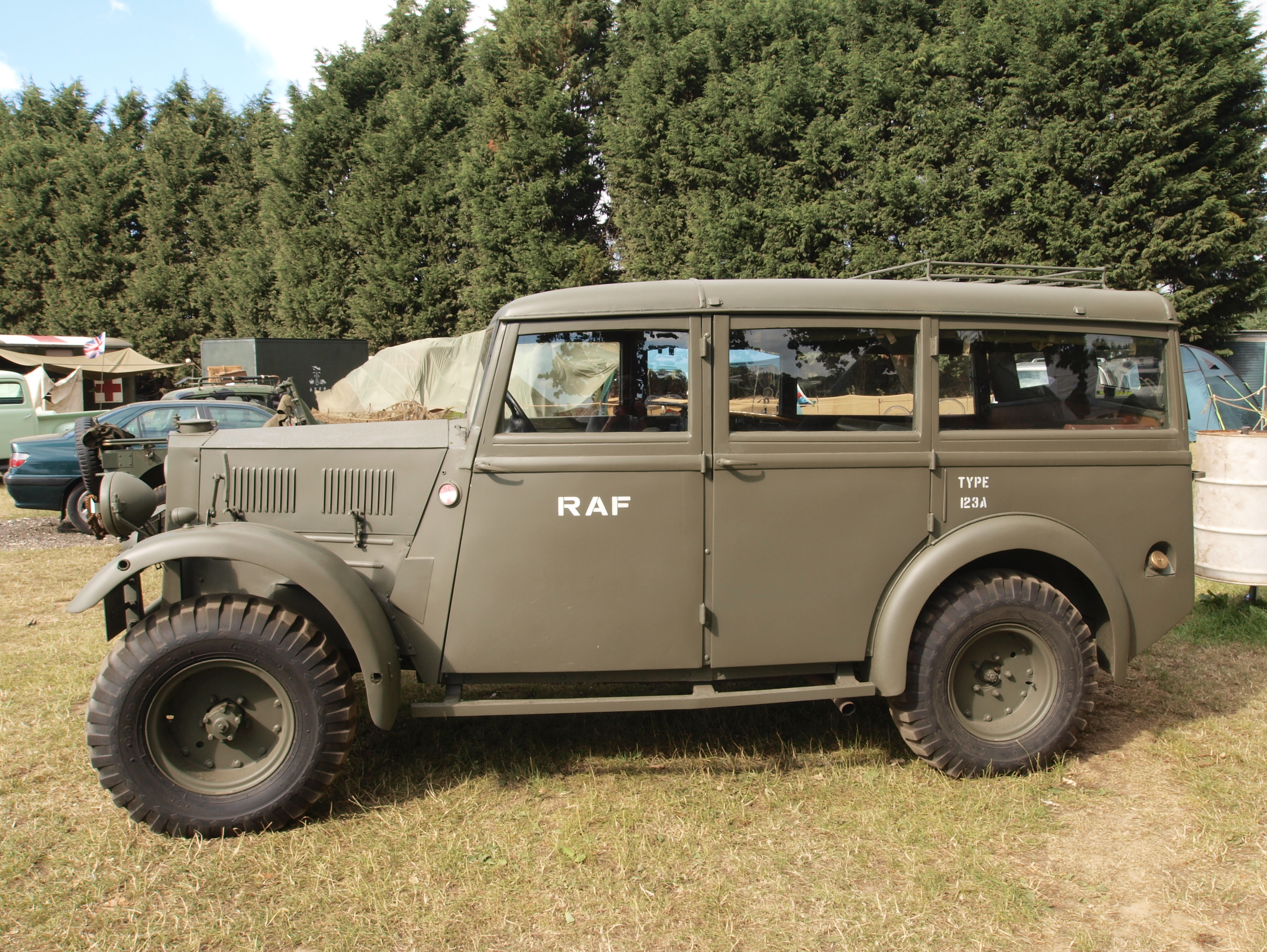
Humber FWD Heavy Utility

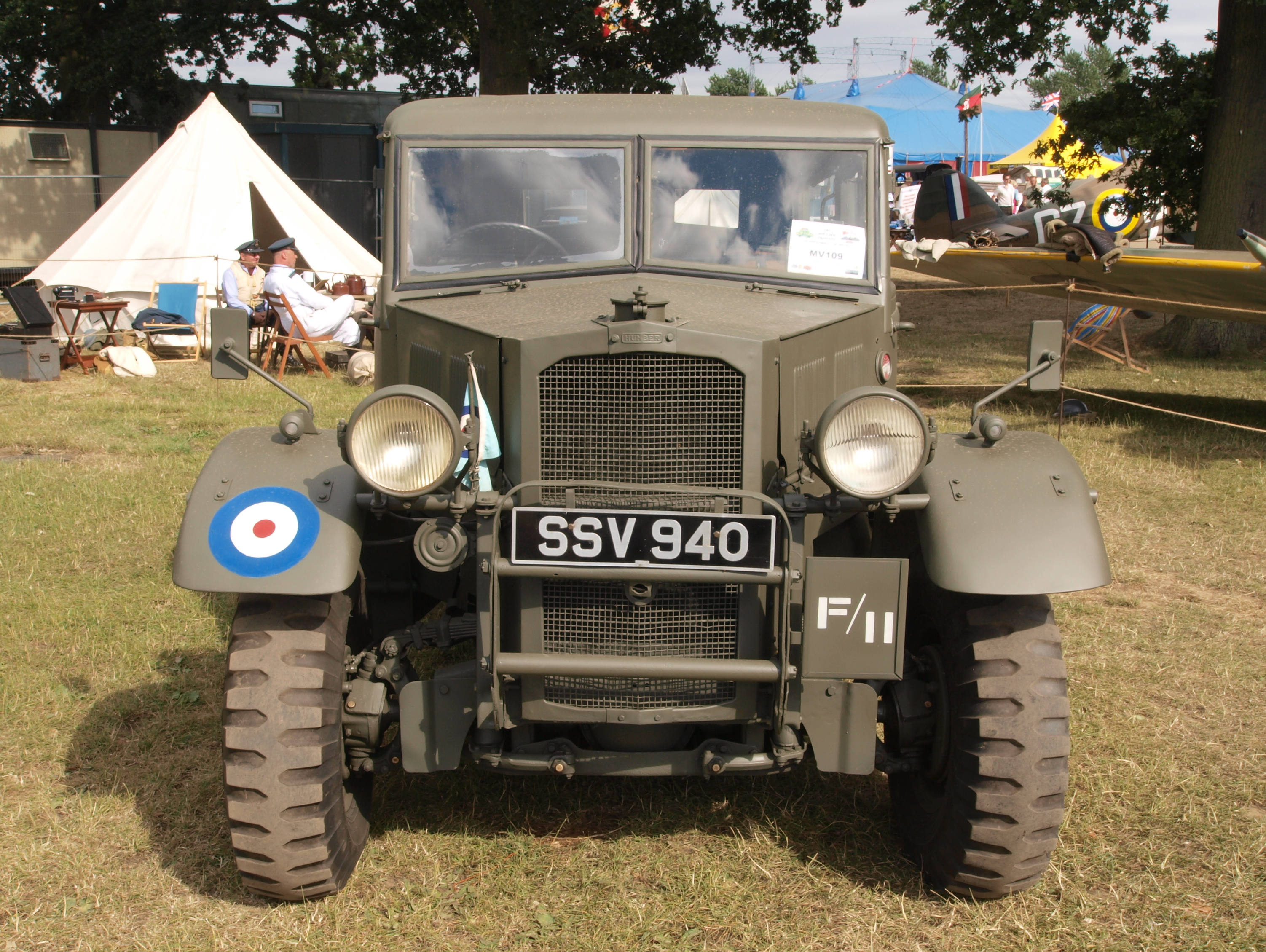
Humber FWD Heavy Utility

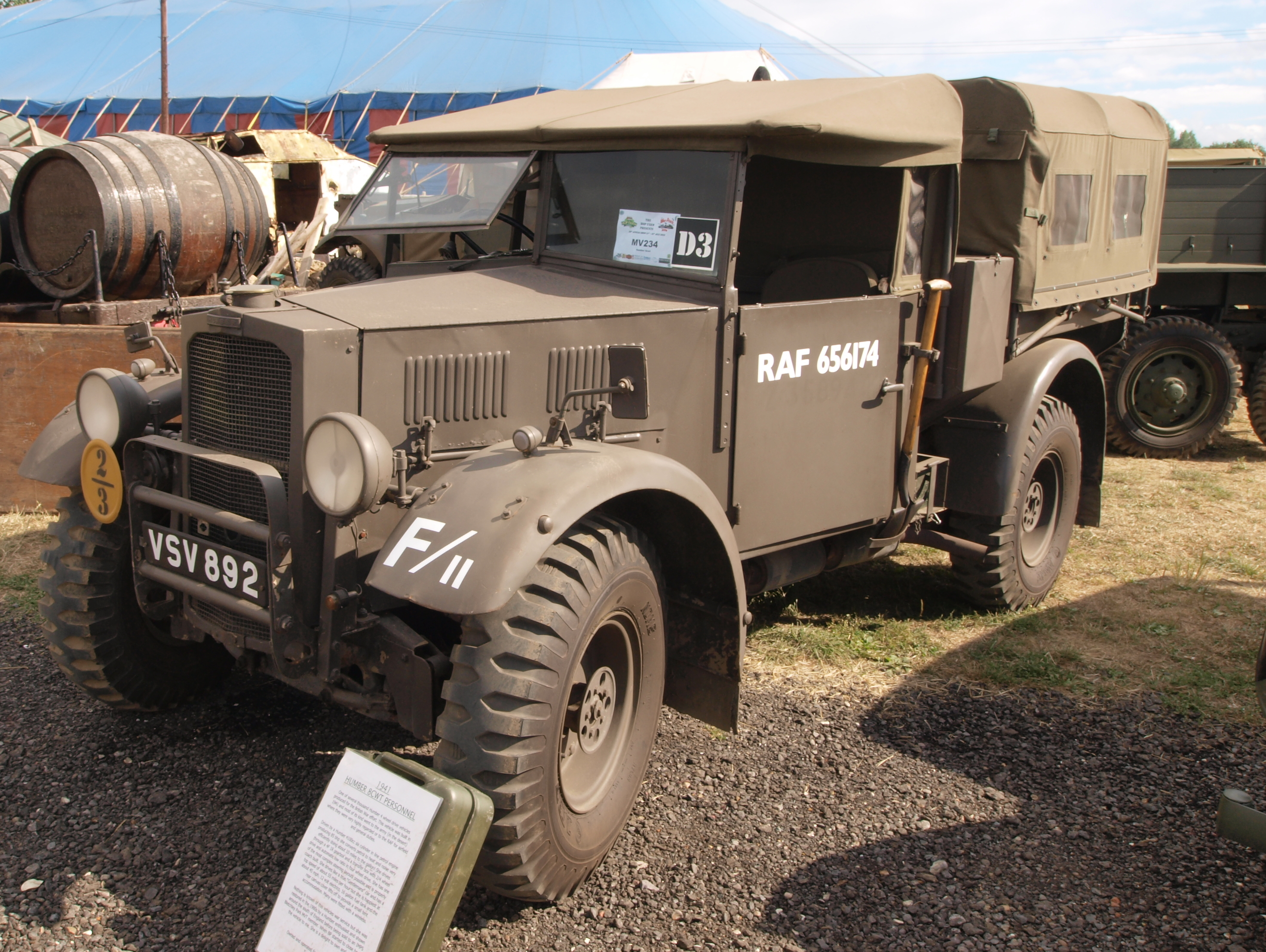
Ciężarówka Humber FWD 8-cwt

Humber FWD – brytyjski wojskowy samochód terenowy produkowany przez firmę Humber w latach 1941–1945. Podstawową wersją był osobowy samochód terenowy Humber 4×4 Heavy Utility, potocznie nazywany Box (pol. pudełko, skrzynka). Produkowany także w wersjach lekkiej terenowej ciężarówki o ładowności 8 cwt (400 kg) i ambulansu.

## Historia (wersja Heavy Utility)
Samochód Humber FWD (Four Wheel Drive – ang. napęd na cztery koła, spotykana jest też pisownia F.W.D.) został skonstruowany na potrzeby Armii Brytyjskiej po wybuchu II wojny światowej. Konstrukcja wywodziła się częściowo z samochodu osobowego Humber Snipe, z którego zaadaptowano m.in. silnik, niezależne zawieszenie przednie i skrzynię biegów. Podstawową wersją był osobowy samochód terenowy klasy Heavy Utility – dosłownie: ciężki pojazd użytkowy (pełne oznaczenie: Car, Heavy Utility, 4x4 (FWD), Humber). Był on jedynym osobowym samochodem terenowym z napędem na wszystkie koła produkowanym w Wielkiej Brytanii w okresie wojny.  Produkcja rozpoczęła się w maju 1941 i trwała do końca wojny; wyprodukowano ich ok. 6500.
Humbery 4×4 Heavy Utility służyły głównie jako samochody sztabowe, czasami przewożące radiostację. Używane były podczas kampanii w Afryce Północnej i na zachodzie Europy. Wśród użytkowników była też m.in. górska służba ratownicza Royal Air Force. Samochody te uważane były za wytrzymałe i niezawodne i pozostały w użyciu do końca lat 50. Nie produkowano ich na rynek cywilny.
Samochody Humber FWD używane były także w Polskich Siłach Zbrojnych na Zachodzie, m.in. w jako sztabowe w 2. Korpusie.

## Odmiany pochodne
Na tym samym podwoziu, co bazowy samochód terenowy, powstawały lekkie ciężarówki terenowe o ładowności 400 kg (Humber F.W.D. 8-cwt Personnel/G.S. Truck), wykorzystujące taką samą przednią część nadwozia, ze skrzynią ładunkową w tylnej części. Produkowano je jednak w niewielkiej liczbie. 
Produkowano także lekkie sanitarki terenowe (Humber Light Ambulance), karosowane przez firmę Thrupp & Maberly, która przed wojną wykonywała ekskluzywne nadwozia dla Humberów. Mogły one przewozić dwie pary noszy. Wyprodukowano ich ponad 1100. Na bazie ambulansu powstała niewielka liczba furgonów reporterów wojennych radia BBC z aparaturą nagrywającą Type C (planowano wyposażenie 24 takich pojazdów).
Firma Thrupp & Maberly wykonywała też na podwoziu F.W.D. limuzyny terenowe (cross-country saloon) z nadwoziem w stylu samochodu osobowego. Podwozie F.W.D. wykorzystano również do produkcji lekkich rozpoznawczych samochodów pancernych Humber LRC Mk.III. Warto zaznaczyć, że oprócz samochodów terenowych 4×4, produkowano też odmienne samochody Humber 4×2 Heavy Utility oparte na Humberze Snipe.

## Opis
Samochód w wersji Heavy Utility miał zamknięte pięciodrzwiowe metalowe nadwozie typu kombi, z tylną dwudzielną klapą o łamanej linii podziału – górna część z dwoma małymi oknami otwierała się do góry, dolna na dół. Posiadał dwa rzędy siedzeń (drugi mieścił dwa fotele pomiędzy wnękami kół) oraz dwa rozkładane dodatkowe siedzenia pod burtami w tylnej części, dla pasażerów siedzących tyłem do burt. Liczba miejsc wynosiła 7 (lub 6 według innych danych). Tylny rząd siedzeń mógł być wymontowany, zwiększając przestrzeń ładunkową. Na oparciu przednich siedzeń był rozkładany stolik pod mapy. W samochodach późniejszej produkcji mógł być w tylnej części rozłożony namiot na stelażu, tworzący wraz z otwartymi klapami przedłużone miejsce do spania. Zmodyfikowane modele dla oficerów sztabu generalnego posiadały odsuwany dach, lampę do czytania map i bardziej komfortowe wnętrze (według niektórych informacji odsuwany dach miały też późniejsze modele samochodu). Samochody używane w Afryce Północnej miewały stały dach zastąpiony przez zwijany brezentowy. Koło zapasowe przewożono na dolnej tylnej klapie.
Napęd stały na tylną oś, napęd na przednie koła był dołączany przy niższym przełożeniu dwustopniowej skrzynki rozdzielczej. Według testów pisma The Autocar, na drodze osiągano prędkość podróżną 50 mph (80 km/h), prędkość maksymalna z załączonym napędem 4×4 wynosiła ok. 40 mph (64 km/h).

## Dane techniczne (wersja Heavy Utility)
- Wymiary:[3]
  - Długość: 4293 mm
  - Szerokość: 1880 mm
  - Wysokość: 1956 mm
  - Rozstaw osi: 2838 mm
  - Rozstaw kół: 1549/1543 mm (5'1"/5'¾") (przód/tył)
  - Prześwit: 241 mm
- Masa: 2 tony 7½ cetnarów[1] (2413,1 kg)
- Masa całkowita: 2 tony 18 cetnarów[3] (2946,5 kg)

- Silnik:
  - Humber – benzynowy, gaźnikowy, 6-cylindrowy rzędowy, dolnozaworowy[8], chłodzony cieczą, umieszczony z przodu
  - Pojemność skokowa: 4086 cm³[8]
  - Średnica cylindra × skok tłoka: 85 mm × 120 mm[3]
  - Moc maksymalna: 85 KM przy 3400 obr./min
  - Maksymalny moment obrotowy: 2160 lbs/in[4] (244 N•m)
- Skrzynia przekładniowa: mechaniczna 4-biegowa i bieg wsteczny
  - Przełożenia: I – 3,7:1, II – 2,48:1, III – 1,46:1, IV – 1:1, wsteczny – 3,7:1[4]
- Reduktor terenowy: 2-stopniowy (wyższy – 1:1, niższy – 1,477:1)[4]
- Sprzęgło: jednotarczowe, suche[4]
- Napęd: 4x4 (stały na tylną oś, dołączany na przednią oś)
- Mosty napędowe: hipoidalne, przełożenie 4,88:1[4]
- Zawieszenie:
  - przednie: niezależne, poprzeczne resory półeliptyczne, hydrauliczne amortyzatory[4]
  - tylne: resory półeliptyczne, hydrauliczne amortyzatory[4]

- Hamulec roboczy: hydrauliczny, na wszystkie koła[3]
- Hamulec ręczny: mechaniczny na koła tylne[3]
- Ogumienie o wymiarach 9,25 x 16 cali[4]

- Prędkość maks.: ponad 80 km/h
- Średnie zużycie paliwa: 12 mil/galon[3] (23,54 l/100 km)
- Średnica zawracania: 13,8 m[3]